# Universal's Islands of Adventure
Universal's Islands of Adventure (Les îles d'aventure) est le deuxième parc à thèmes d'Universal Parks & Resorts situé à Orlando en Floride. Il a ouvert ses portes le 28 mai 1999 dans le cadre d'une expansion qui, avec CityWalk, Portofino Bay Hotel, et Hard Rock hotel, convertit Universal Studios Florida en Universal Orlando Resort.
Le parc propose un voyage dans plusieurs îles thématiques liées à l'aventure. Même s'il ne s'agit pas d'îles au sens propre, chaque zone contourne le grand lac ayant ainsi pour point commun d'être visible bordé d'eau. Comme dans le parc Universal Studios Florida, Islands of Adventure ne s'est pas limité à l'utilisation de ses licences propres. Le parc utilise ainsi des personnages issus de studios rivaux. On trouve par exemple Le Chat chapeauté (Dr Seuss Enterprises), Harry Potter (Warner Bros.), Dudley Do-Right (Jay Ward Productions), Popeye (Paramount Pictures) et Spider-Man (Marvel Comics, maintenant propriété de la The Walt Disney Company).

## Historique

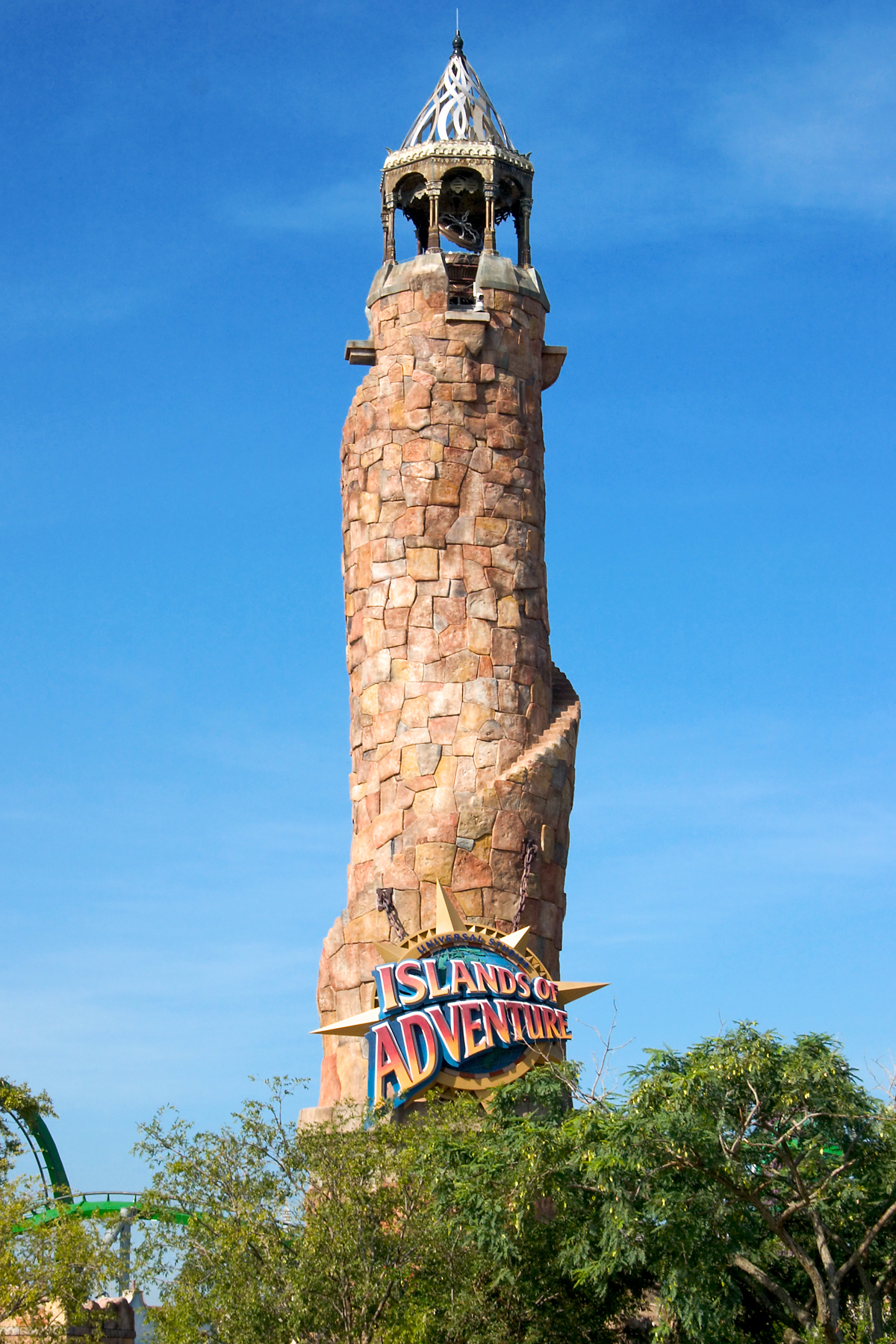
Tour à l'entrée du parc.

Le 22 mars 1994, Marvel et MCA signent un accord pour l'utilisation par MCA alors propriétaire d'Universal Pictures pour l'usage des licences Marvel dans un projet de second parc d'attractions au sein du complexe Universal Orlando Resort en Floride. L'accord prévoit l'usage exclusif par Universal à l'est du Mississippi des personnages Marvel et de leur univers sans limite de durée. L'accord est officialisé dans la presse en juin et prévu pour 1999.

### Preview Center
Lors de la construction du parc, Universal a ouvert un centre (connu sous le nom de Islands of Adventure Preview Center). Ouvert 2 ans avant le nouveau parc à thème, le Preview Centre a été conçu pour présenter un aperçu de quelques-uns des thèmes et des attractions du futur Islands of Adventure. L'attraction était située dans le bâtiment du Paradise Theater situé dans la section New-York de Universal Studios Florida. Dans l'attraction, les visiteurs se promenait à travers les différentes salles thématiques montrant les différentes « îles ». Le centre a été fermé peu de temps après l'ouverture de Islands of Adventure.

### Ouverture
Islands of Adventure ouvrit ses portes aux premiers visiteurs le 27 mars 1999. Lors de cette pré-ouverture, les visiteurs bénéficiaient d'un tarif préférentiel permettant aux employés d'effectuer des répétitions, ajustement et derniers tests. Au cours de cette pré-ouverture, les invités ont été informés que des attractions pourrait ouvrir et de fermer toute la journée sans préavis et que certains sites pourraient ne pas être ouvert à tous. Il était d'abord prévu que le parc ouvre à la mi-mai, mais elle eut finalement lieu le 28 mai 1999,.
Après les énormes dépenses nécessaires à la construction d’Islands of Adventure, CityWalk, et des hôtels de villégiature, Universal a cherché à paraître plus présent que Walt Disney World Resort. La zone fut alors appelée Universal Studios Escape. Malheureusement, ce nom désorienta les visiteurs qui supposait qu'Islands of Adventure une nouvelle partie rattachée à l'existant plutôt qu'un nouveau parc à thème. Pour les deux premières années, la fréquentation n'a pas augmenté comme prévu. En 2001, le marketing est remanié, précisant que les Islands of Adventure est en effet un second parc, avec de nouveaux manèges et attractions. Universal Studios Escape est alors rebaptisé Universal Orlando Resort, et finit par être la seule station dans la région d'Orlando à connaitre une hausse de fréquentation.

## Le parc
Le parc est composé de six zones distinctes appelées "îles", ayant chacune un thème et disposées comme les heures d'une horloge autour d'un lac central, la Great Inland Sea.

### Port of Entry
Port of Entry est la zone d'entrée du parc située dans l'angle nord-est. C'est un ensemble de boutiques et restaurants dans une évocation des souks arabes. L'un des restaurants les plus importants est le Confisco Grille. Deux portes en forme d'arche permettent de délimiter la rue constituant cette zone. Les boutiques et restaurants s'agencent de part et d'autre le long de cette rue.
Après avoir traversé le bazar, les visiteurs font face au lagon central du parc. Un pont à gauche permet de rejoindre la Marvel Super Hero Island tandis qu'à droite un autre rejoint Seuss Landing.

### Marvel Super Hero Island

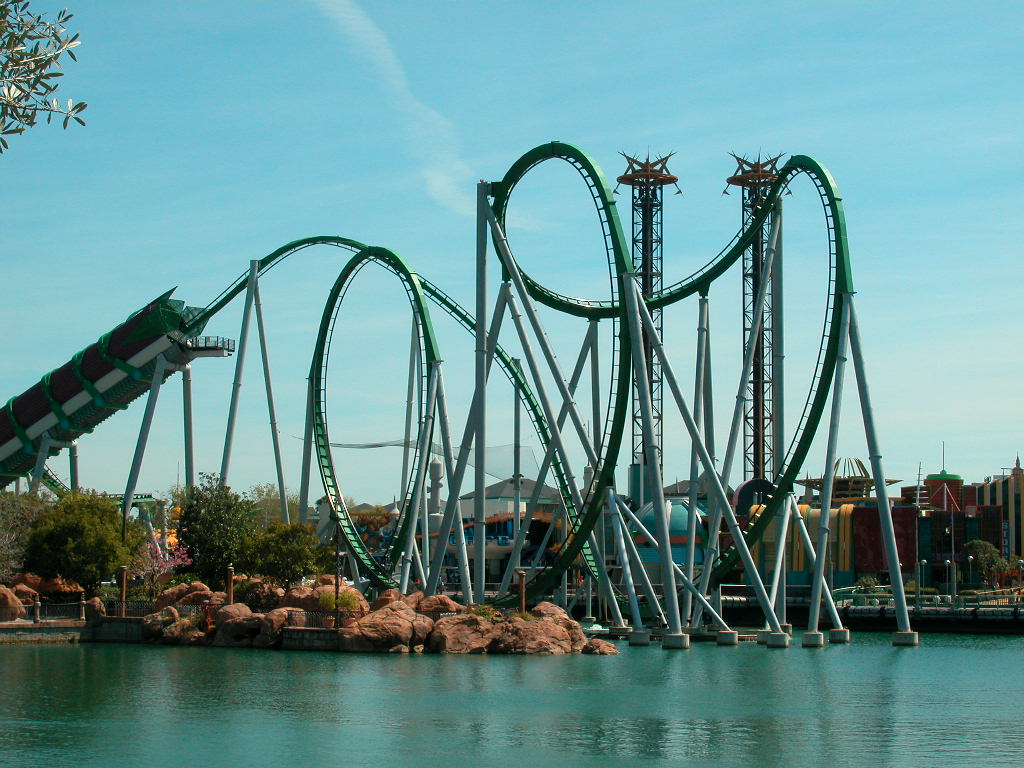
Incredible Hulk Coaster, au cœur de Marvel Super Hero Island.

Marvel Super Hero Island propose des attractions et un décor issus des comics (bandes dessinées) de Marvel. Des personnages géants de ces comics décorent les façades. Cette zone a principalement des attractions à sensations. On peut y rencontrer des personnages de Marvel comme Wolverine, Captain America, Spider-Man, Hulk, et des super-vilains comme Docteur Fatalis, MODOK, le Super-Bouffon et Le Caïd.
Cette zone compte quatre attractions:
- Incredible Hulk Coaster, sur le thème du personnage Hulk, le seul parcours de montagnes russes construit par Bolliger & Mabillard avec un canon propulseur.
- The Amazing Adventures of Spider-Man, basée sur Spider-Man, est un parcours scénique à bord d'un véhicule (baptisé Scoop) dans les décors stylisés de la ville de New York. Chaque Scoop pèse 7,5 tonnes à vide et compte 12 places. L'attraction associant simulateur de vol et effets 3D.
- Doctor Doom's Fearfall, évoquant le personnage de Dr Doom, est une tour de propulsion verticale similaire à la Power Tower de Cedar Point dans l'Ohio, avec deux tours.
- Storm Force Accelatron est une version accélérée des célèbres tasses, située au pied de Incredible Hulk Coaster.

Les restaurants :
- Cafe 4
- Captain America Diner

### Toon Lagoon

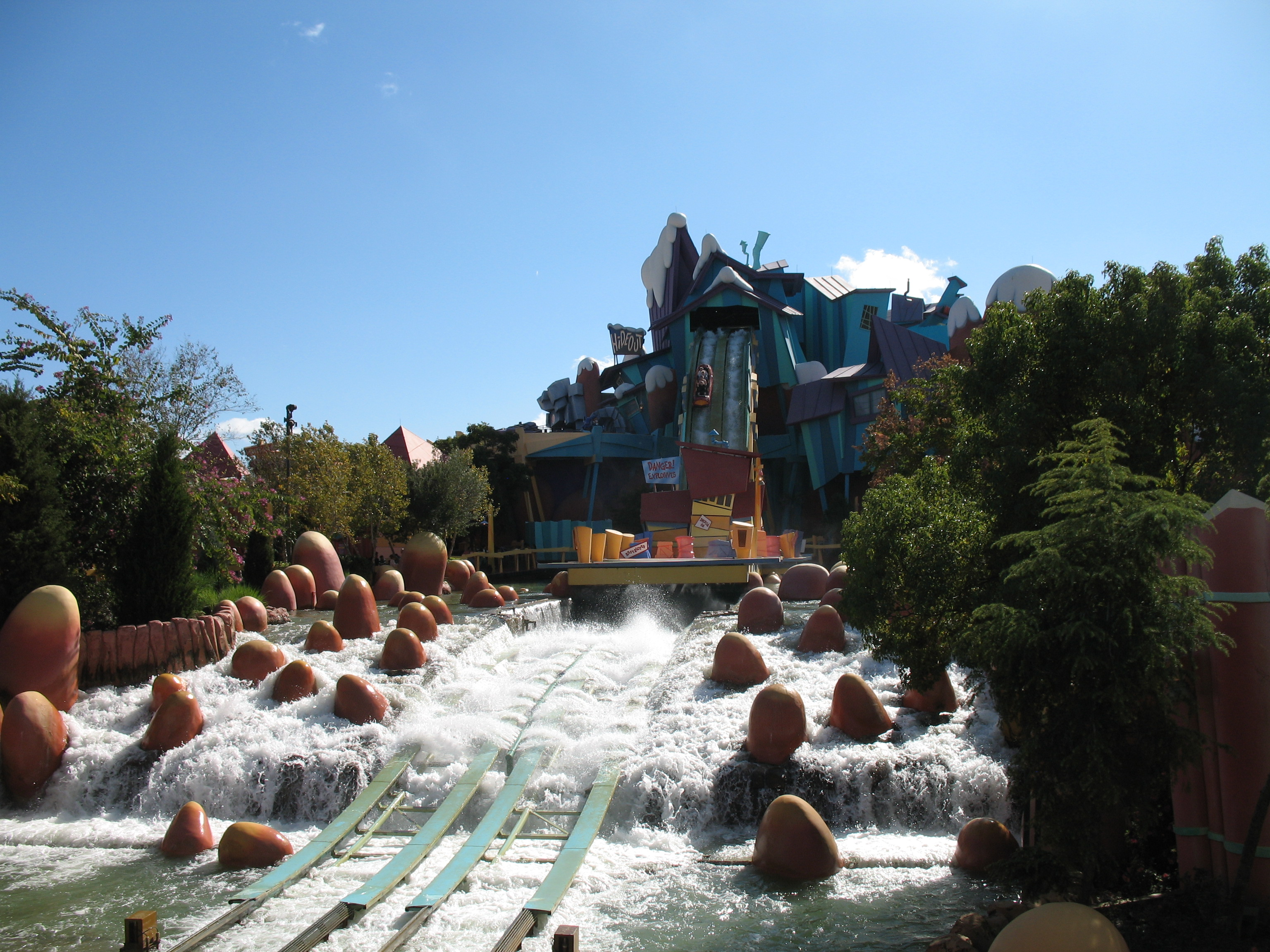
Dudley Do-Right's Ripsaw Falls, une des principales attractions de la zone Toon Lagoon.

Toon Lagoon contient principalement des attractions à base d'eau et propose d'entrer dans l'atmosphère de célèbres comic strips dont des reproductions géantes décorent les façades. Il est possible de rencontrer les personnages Betty Boop, Popeye, Olive Oyl, Brutus, Hägar Dünor, Beetle Bailey et Dudley Do-Right (en).
L'île est découpée en trois zones :
- Comic Strip Lane est une rue de boutiques et restaurants séparant les deux autres zones et reliant l'île précédente (Marvel Super Hero Island) à la suivante (Jurassic Park).
- Sweet Haven sur l'univers de Popeye le marin.
- Wacky World of Jay Ward, traduit par « le monde farfelu de Jay Ward », s'articule autour des créations de celui-ci.

Les attractions : 
- Popeye & Bluto's Bilge-Rat Barges (« fond de cale à rat de la péniche de Bluto »), une rivière rapide en radeau-bouée où "s'affrontent" Popeye et Brutus (Bluto en anglais).
- Dudley Do-Right's Ripsaw Falls (« les chutes qui scient de Dudley Do-Right »), une rivière rapide en troncs avec une chute de 16 mètres.
- Me Ship, The Olive un espace d'activités pour enfants reconstitué dans le bateau de Popeye.

Deux restaurants sont aussi présents dans cette zone : Comic Strip Cafe et Wimpy's (J. Wellington Wimpy, appelé Gontran en français, est un mangeur de hamburgers dans le monde de Popeye ; il inspire le nom de la chaîne Wimpy).

### Jurassic Park

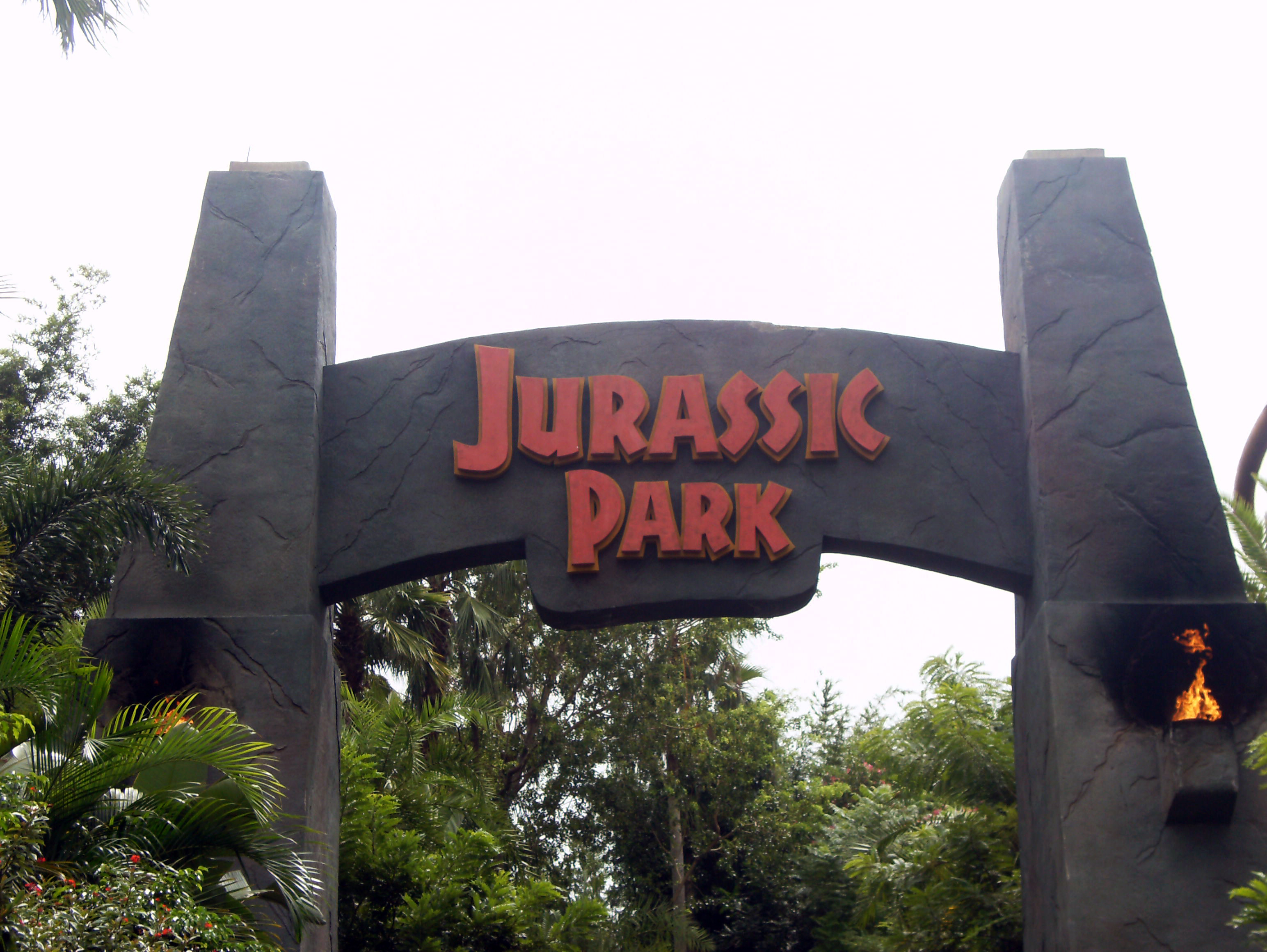
Arche d'entrée de la zone Jurassic Park.

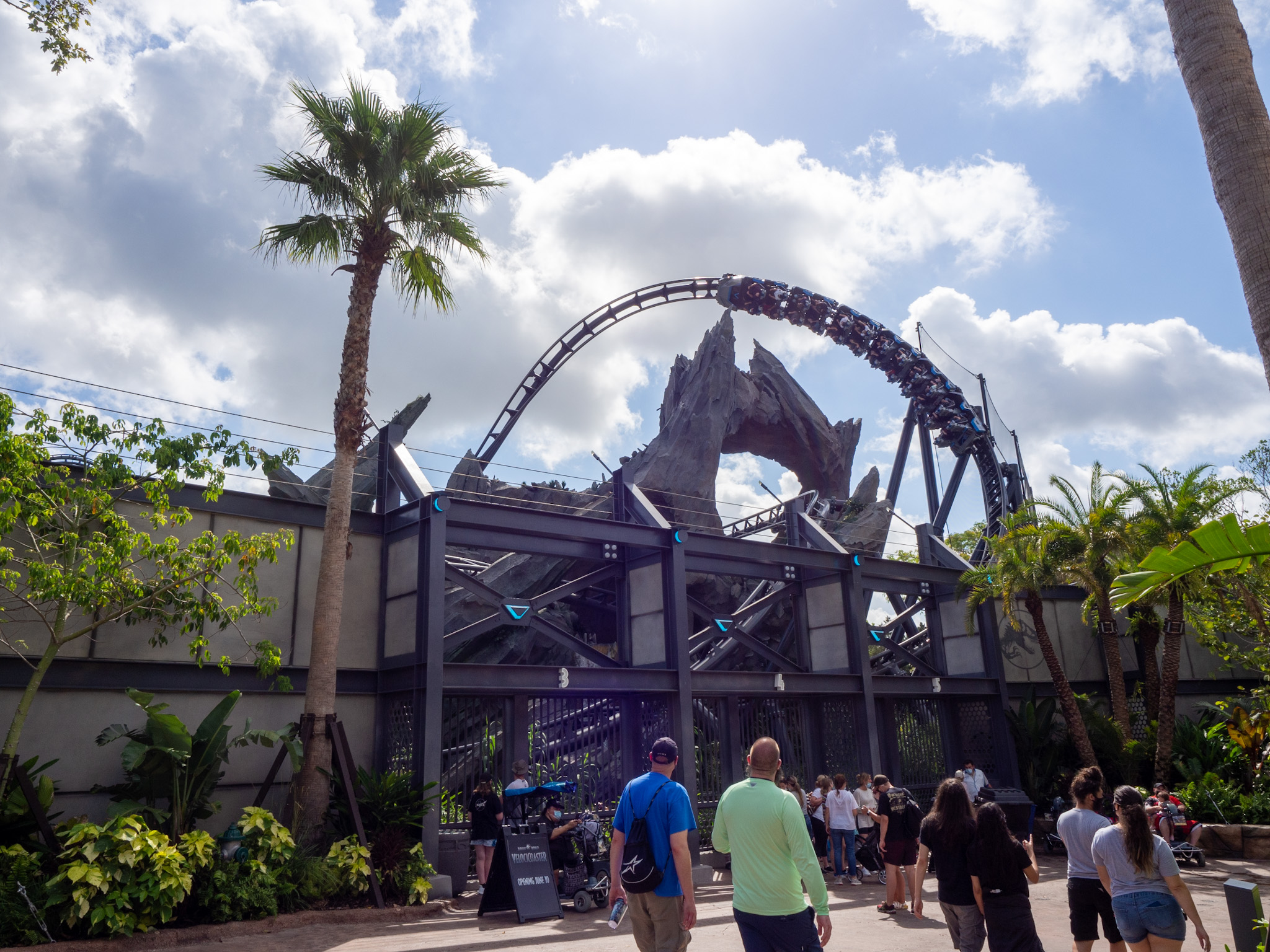
VelociCoaster

Basée sur le film homonyme Jurassic Park, cette île comprend 5 attractions ;
- Jurassic Park River Adventure, construit par Superior Rigging & Erection, est un Shoot the Chute basé sur le film de Steven Spielberg et le roman de Michael Crichton.
- Pteranodon Flyers, un circuit de montagnes russes à véhicules suspendus de deux places en forme de ptéranodons.
- Jurassic Park Discovery Center, une exposition sur les dinosaures avec une reconstitution du Discovery Center présent dans le film.
- Camp Jurassic, une zone de jeux pour les enfants.
- VelociCoaster, des montagnes russes lancées basées sur le velociraptor de Jurassic World.

Anciennement : Triceratops Encounter, fermée en 2005 et rouvert en 2010 sous le nom Triceratops Discovery Trail puis fermée définitivement en 2012, était un parcours saisonnier de découverte permettant de côtoyer un animatronique de Triceratops,,.

### The Wizarding World of Harry Potter

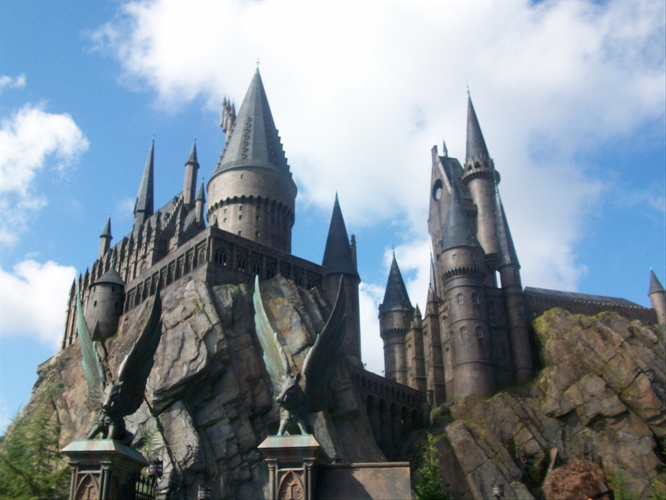
Le château de Poudlard.

La zone basée sur le monde magique de Harry Potter est inaugurée en 2010. L'annonce du projet a eu lieu le 31 mai 2007 et l'ouverture du quartier a eu lieu le 18 juin 2010. Le quartier comporte une reproduction des principaux lieux de l'univers de Harry Potter tels que le château de Poudlard et le village de Pré-au-Lard. La zone est venue remplacer une partie de l'île The Lost Continent qui était nommée Merlinwood.
Les attractions :  
- Flight of the Hippogriff est un parcours de montagnes russes junior, modèle Vekoma Junior Coaster de Vekoma. Cette attraction existait avant l'ouverture du quartier sur Harry Potter sous le nom The Flying Unicorn.
- Hagrid's Magical Creatures Motorbike Adventure est un parcours de montagnes russes avec plusieurs zones de lancement. L'attraction construite par Intamin a été inaugurée le 11 juin 2019.
- Harry Potter and the Forbidden Journey est un parcours scénique construit dans la réplique du château de Poudlard, qui culmine à 21 mètres. Pendant l'attraction, les visiteurs ont l'impression de s'envoler hors du château où ils se font poursuivre par un dragon. Ils suivent ensuite Harry pendant un match de quidditch et sont ensuite aux prises avec des détraqueurs. En plus du constructeur Dynamic Structures, un contrat a été passé par Universal avec le constructeur KUKA pour la création d'un Robocoaster monté sur des wagons de parcours scénique[11]. Dans l'attraction qui commence dès la file d'attente, les visiteurs peuvent découvrir de nombreux éléments tirés des livres et des films Harry Potter :Le Bureau de Dumbledore La Salle de Défense Contre les Forces du Mal est l'endroit où le visiteur rencontre Harry, Ron et Hermione pour la première fois.La Salle commune de Gryffondor permet de faire la connaissance d'autres personnages et la salle sur demande est le début du voyage.
- Poudlard Express est un train reliant les sections Harry Potter d'Universal's Islands of Adventure et du parc voisin, Universal Studios Florida.

Les restaurants :
- The Three Broomsticks Inn
- The Hog's Head Pub

### The Lost Continent
Le Lost Continent propose comme thème une ville légendaire perdue associée à des ruines antiques.
L'île est divisée en trois sections. Depuis l'est, elles se présentent aux visiteurs dans cet ordre: 
- The Lost City inspirée de la mythologie grecque présente les ruines d'une ancienne civilisation avec des temples de dieux délaissés.
- Sindbad Bazaar est une suite de ruelles évoquant un souk (comme l'entrée).

La zone était jusqu'en 2009 également composée de Merlinwood, la forêt de Merlin l'enchanteur habitée par des créatures mythiques. La zone a été réutilisée pour la construction de l'île consacrée à Harry Potter.
Les attractions:  
- Poseidon's Fury est une visite de l'ancien temple de Poséidon avec reconstitution d'une bataille entre dieux anciens de la mythologie grecque associant effets lasers, aquatiques et pyrotechniques.
- The Eighth Voyage of Sindbad est un spectacle mêlant cascades et combats où Sindbad doit sauver la princesse Amoura. À l'extérieur une fontaine parlante apostrophe les visiteurs.

Les restaurants:
- The Frozen Desert
- Fire Eater's Grill
- Mythos Restaurant, un restaurant chic situé à l'entrée de l'île.

### Seuss Landing

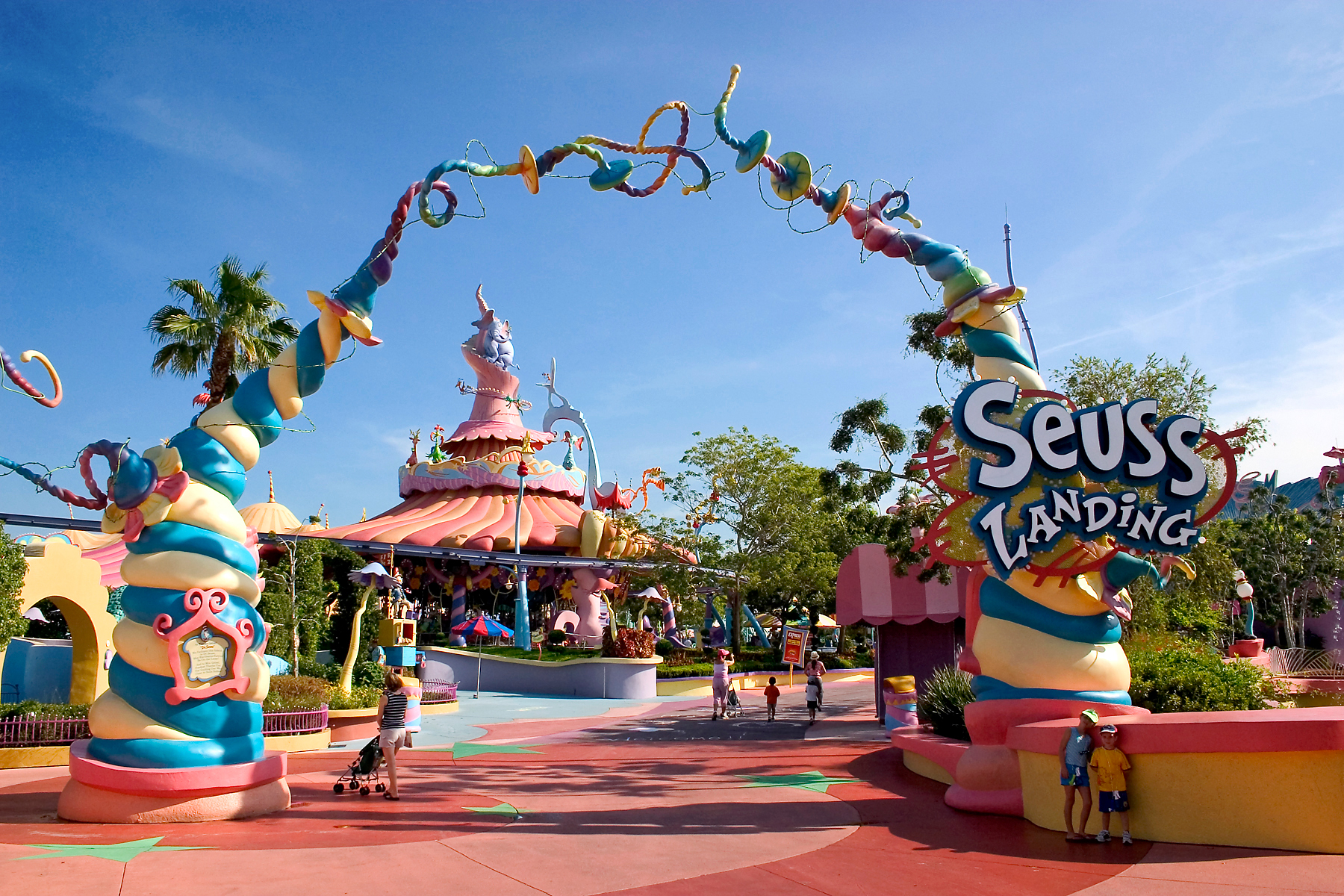
Entrée de Seuss Landing

Seuss Landing est la seule île du parc totalement destinée aux jeunes enfants. Elle est basée sur les œuvres du Docteur Seuss.
Elle comporte plusieurs attractions:
- The High in the Sky Seuss Trolley Train Ride! est un petit monorail dont les rails aériens permettent de parcourir en hauteur Seuss Landing
- Caro-Seuss-el : le carrousel du parc qui présente les personnages du Dr Seuss à la place des classiques chevaux.
- The Cat in the Hat Ride est un parcours scénique dans l'univers du Chat chapeauté, autre personnage du DrSeuss.
- One Fish, Two Fish, Red Fish, Blue Fish est un manège de type avion avec nacelles volantes.
- If I Ran the Zoo est un espace de jeux interactifs.

Elle comprend aussi les restaurants Green Eggs and Ham Cafe, Circus McGurkus Cafe Stoo-pendous.

### Anciennes attractions
- Lorsque le parc ouvrit en 1999, une navette fluviale baptisée Island Skipper Tours permettait aux visiteurs de traverser le lac de Great Inland Sea. Elle desservait les embarcadères de Port of Entry, juste en face du restaurant Confisco Grille et de Jurassic Park au pied du Discovery Center. Elle ferma en 2002.
- À l'origine Toon Lagoon comprenait un spectacle avec des personnages de dessins animés. Il fut remplacé en 2002 par un spectacle de cascades en BMX de Dave Mirra, depuis l'espace est inutilisé.
- Une attraction devait ouvrir dans Seuss Landing, la Sylvester McMonkey McBean's Incredible Driving Machines. Elle aurait été semblable à Pteranodon Flyers dans Jurassic Park et les parents aurait pu la faire avec les enfants dans des véhicules parcourant une voie surélevée encerclant l'île. L'attraction fut construite mais impossible à mettre en œuvre tandis que la société à l'origine de l'attraction fit faillite en 1999. Les voies sont réutilisées pour la nouvelle attraction The High in the Sky Seuss Trolley Train Ride.

### Universal Express
Le parc propose un service pour éviter les longues files d'attente dans les attractions, appelé Universal Express Plus comparable au Disney's FastPass mais celui-ci est payant.

## Récompenses
| Golden Ticket Awards                                    | Golden Ticket Awards | Golden Ticket Awards                   |
| Prix                                                    | Année                | Prix reçu pour                         |
| ------------------------------------------------------- | -------------------- | -------------------------------------- |
| Meilleur parcours scénique                              | 2003-2010            | The Amazing Adventures of Spider-Man   |
| Meilleur parcours scénique                              | 2011                 | Harry Potter and the Forbidden Journey |
| Meilleure attraction aquatique                          | 2004;2006-2011       | Dudley Do-Right's Ripsaw Falls         |
| Meilleure nouvelle attraction dans un parc d'attraction | 2010                 | Harry Potter and the Forbidden Journey |

| Theme Park Insider Awards   | Theme Park Insider Awards | Theme Park Insider Awards            |
| Prix                        | Année                     | Prix reçu pour                       |
| --------------------------- | ------------------------- | ------------------------------------ |
| Meilleur parc d'attractions | 2002-2004                 | Le parc entier                       |
| Meilleur attraction         | 2002-2005                 | The Amazing Adventures of Spider-Man |
| Meilleure montagnes russes  | 2003                      | Incredible Hulk Coaster              |
| Meilleur restaurant         | 2003-2008                 | Mythos Restaurant                    |

| Thea awards                                             | Thea awards | Thea awards                            |
| Prix                                                    | Année       | Prix reçu pour                         |
| ------------------------------------------------------- | ----------- | -------------------------------------- |
| Meilleure attraction                                    | 2000        | The Amazing Adventures of Spider-Man   |
| Meilleur parc à thème                                   | 2000        | Le parc entier                         |
| Meilleure nouvelle zone de parc à thème                 | 2010        | The Wizarding World of Harry Potter    |
| Meilleure Intégration thématique de boutiques et snacks | 2010        | The Wizarding World of Harry Potter    |
| Meilleure attraction                                    | 2010        | Harry Potter and the Forbidden Journey |
| Meilleure réalisation technique                         | 2010        | Harry Potter and the Forbidden Journey |

## Anecdotes
Le parc est considéré par de nombreux sites internet spécialisés comme le meilleur parc à thèmes (type particulier de parc d'attractions).
Le parc a été conçu dans la seconde moitié des années 1990 par des ingénieurs mandatés par Universal.
Quelques années plus tôt, la filiale de conception et création des parcs Disney « Walt Disney Imagineering » avait procédé au licenciement de nombreux employés. Le nom de plusieurs d'entre eux figurent parmi les membres des sociétés engagées par Universal[réf. souhaitée].

## Galerie

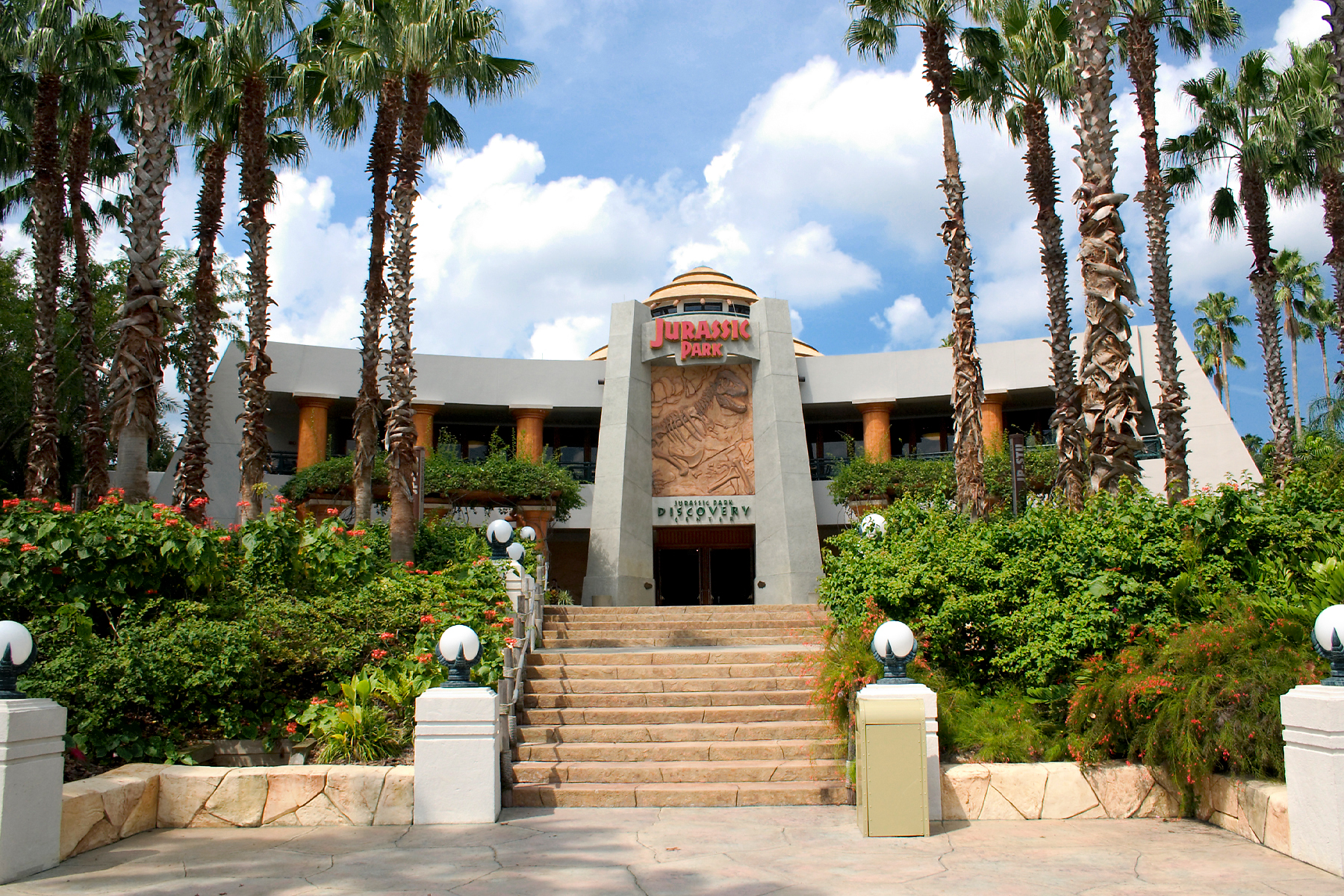
Discovery Center dans Jurassic Park.
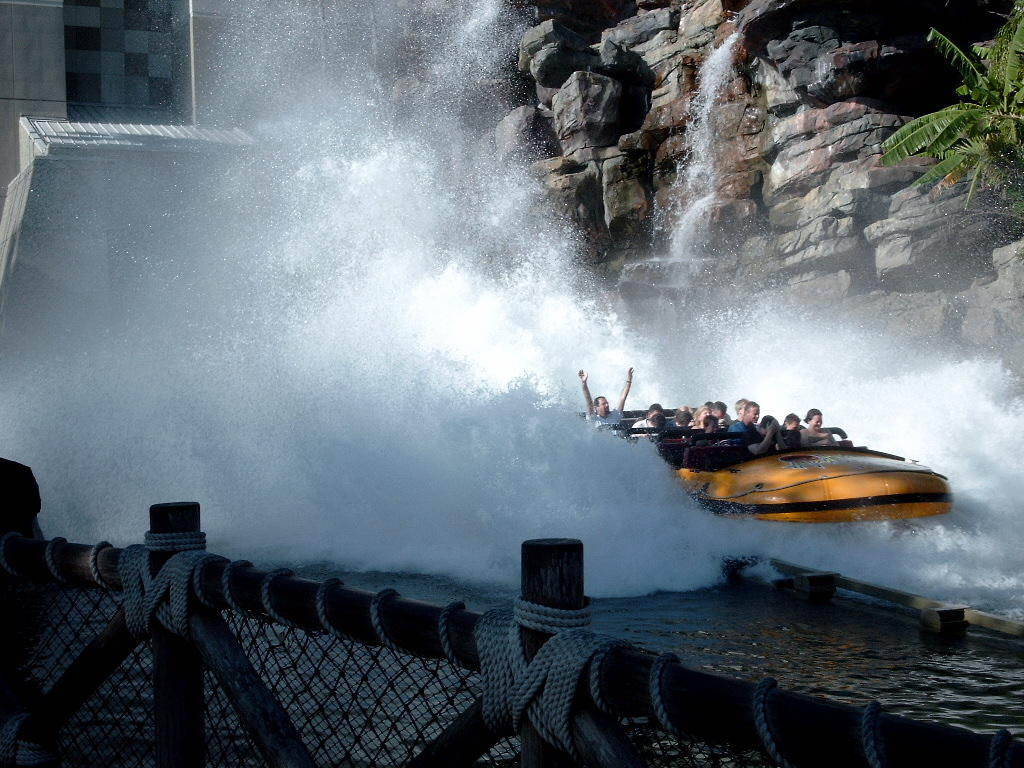
Jurassic Park River Adventure.
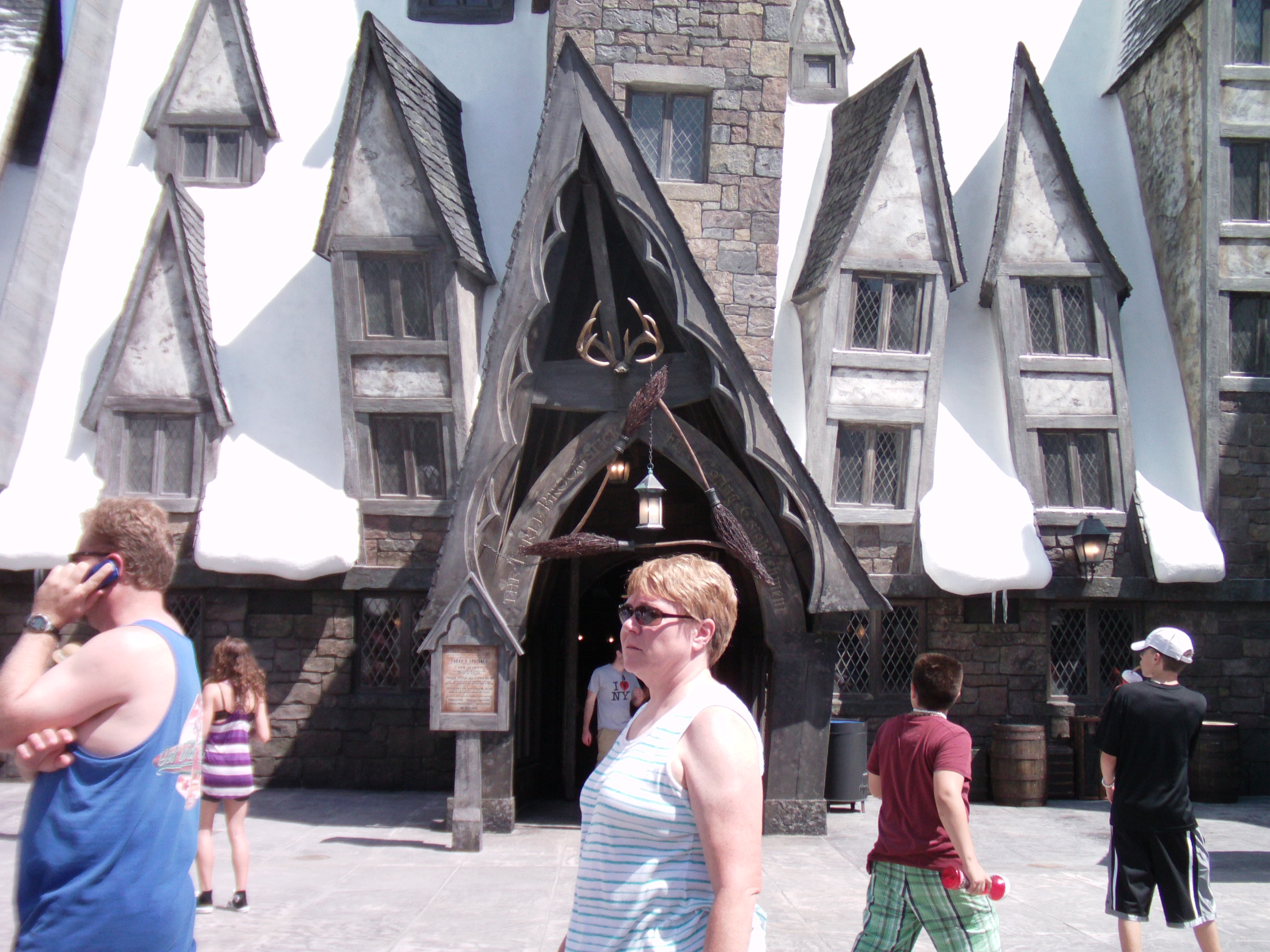
Les trois balais dans The Wizarding World of Harry Potter.
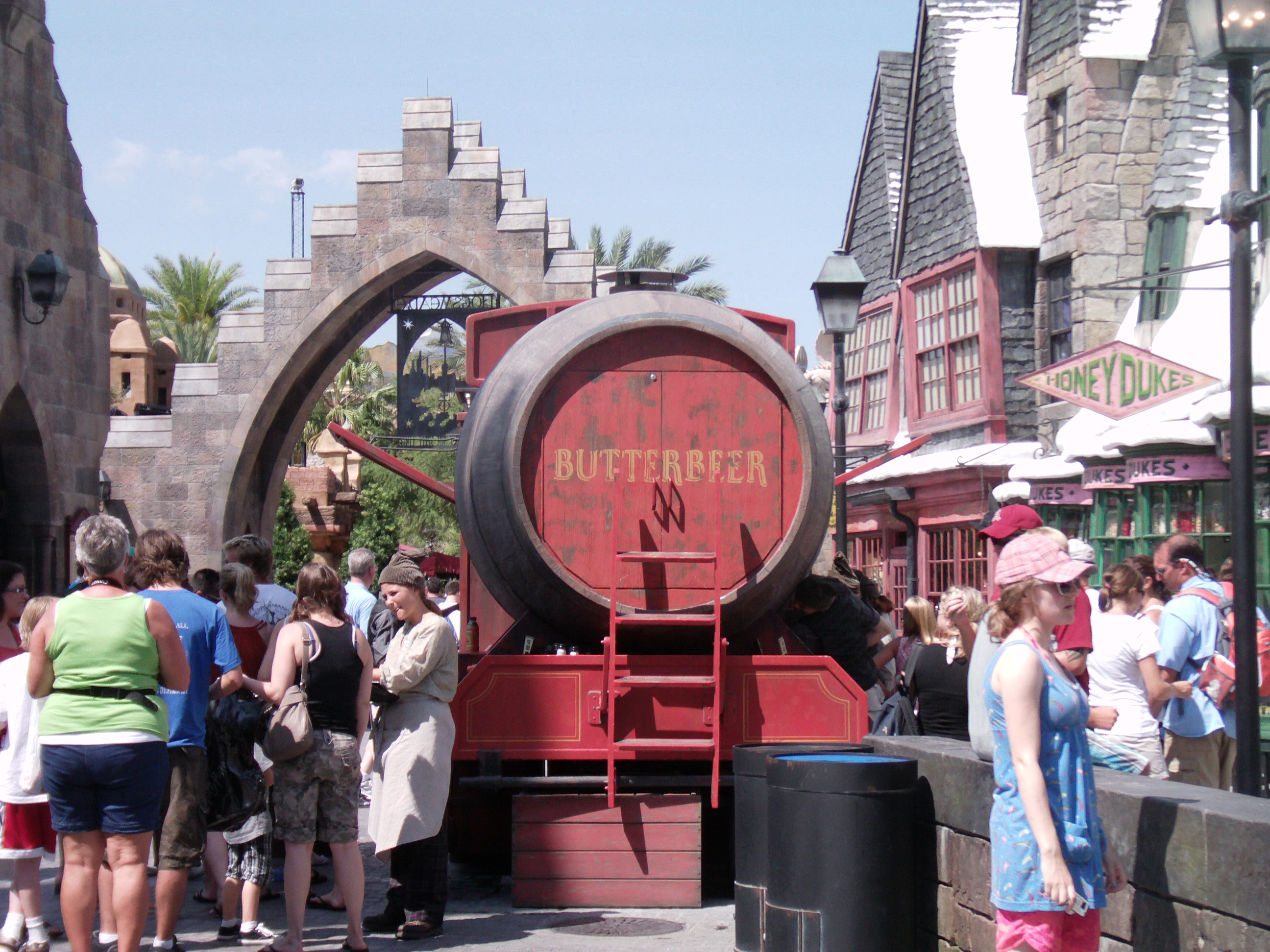
Le village de Pré-au-Lard.
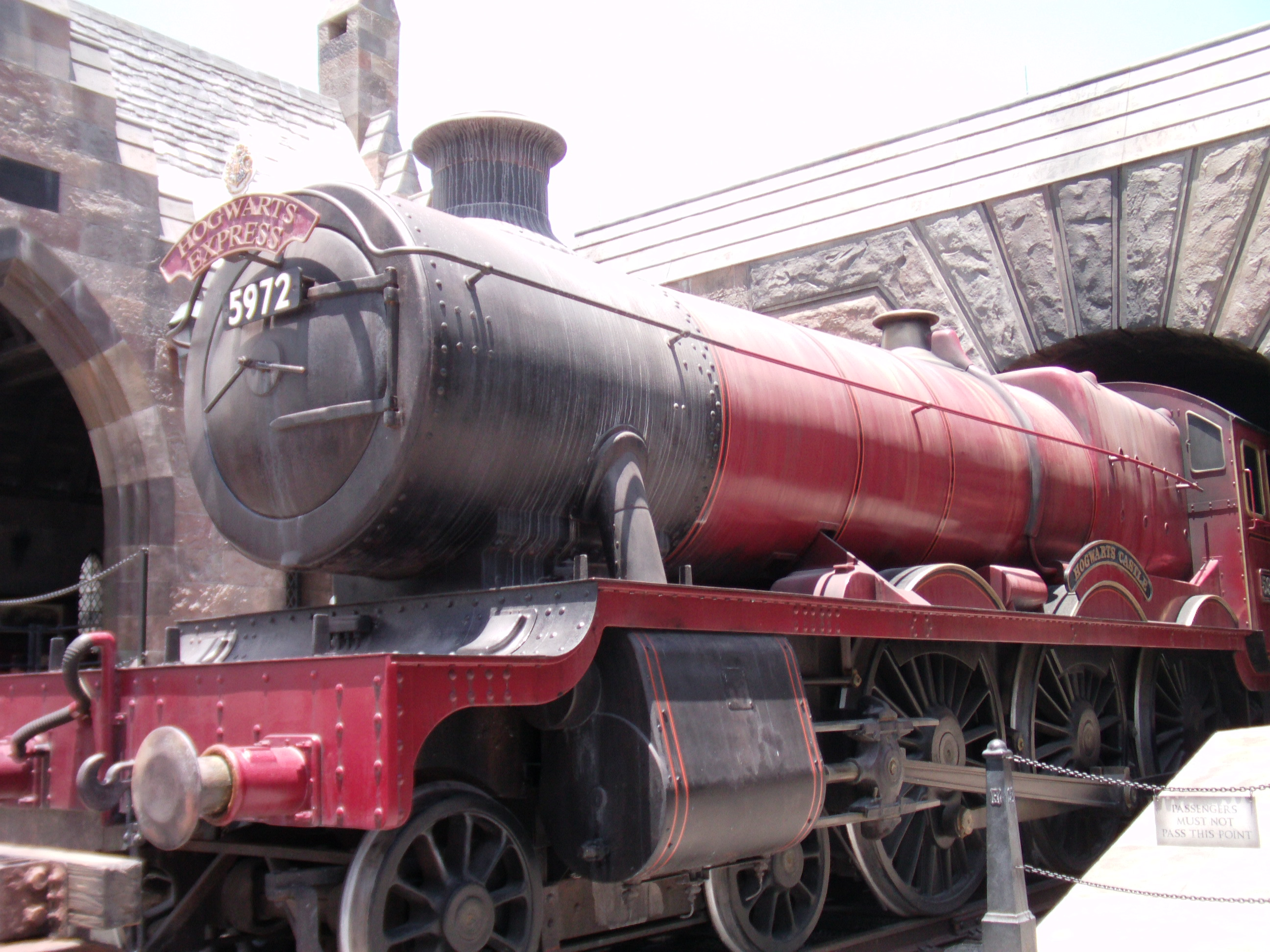
Le Poudlard Express.

## Fréquentation
Fréquentation annuelle 

10 375 000 (2019)
4 005 000 (2020)
9 077 000 (2021)
11 025 000 (2022)